# Об'єкт 825 ГТС
«Об'єкт 825 ГТС» (або К-825) — підземна база підводних човнів у Балаклаві, секретний військовий об'єкт часів холодної війни, розташований у Балаклавській бухті.

## Опис та призначення
Об'єкт являє собою споруду протиатомного захисту першої категорії (захист від прямого влучення атомної бомби потужністю 100 Кт), що становить комбінований підземний водний канал із сухим доком, цехи для ремонту, склади ПММ, мінно-торпедну частину. Розташовується в горі Таврос, по обидва боки якої розташовані два виходи. З боку бухти — вхід у канал (штольню). У разі потреби він перекривався батопортом, вага якого сягала 150 тонн. Для виходу у відкрите море був обладнаний вихід на північному боці гори, який також перекривався батопортом. Обидва отвори у скелі було майстерно закрито маскувальними пристосуваннями і мережами.

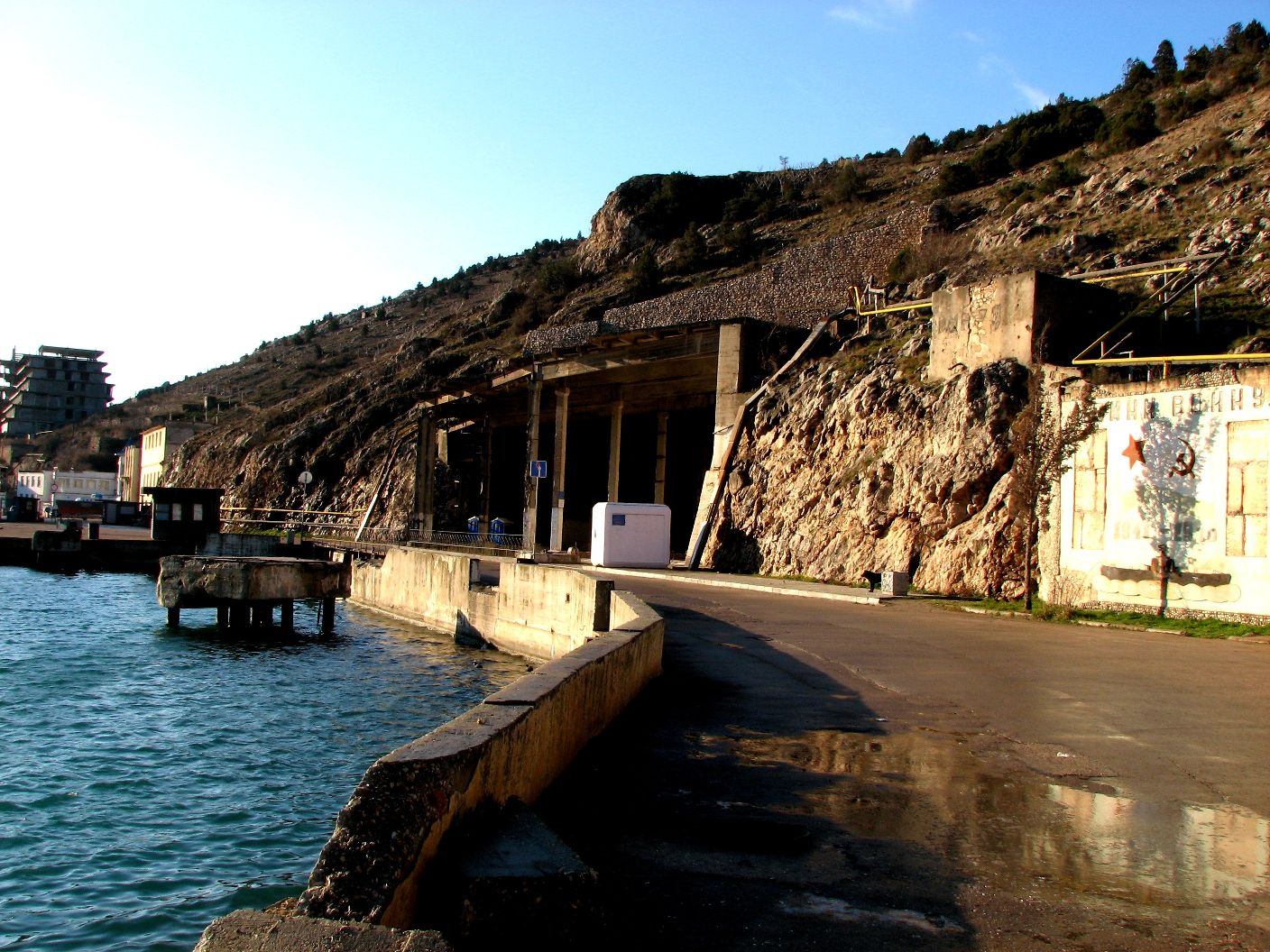
Вхід на Об'єкт 825 ГТС

«Об'єкт 825 ГТС» був призначений для укриття, ремонту та обслуговування підводних човнів 613-го та 633-го проєктів, а також для зберігання боєприпасів, призначених для цих субмарин. У каналі (довжина 602 метри) об'єкту могло розміститися 7 підводних човнів зазначених проєктів. У мирний час спорядження завантажували на пристані, враховуючи пересування супутників-шпигунів імовірного противника. При ядерній загрозі завантаження повинне було здійснюватися всередині бази через спеціальну штольню. У комплекс входила також ремонтно-технічна база (об'єкт 820), призначена для зберігання та обслуговування ядерної зброї. Температура всередині бази тримається близько 15°С.

## Історія
У період після Другої Світової війни СРСР і США нарощували свій ядерний потенціал, погрожуючи один одному превентивними ударами і ударами помсти. Саме тоді Сталін віддав Берії, що курирував у той час «ядерний проєкт», секретну директиву: знайти таке місце, де могли б базуватися підводні човни для завдання у відповідь ядерного удару. Після декількох років пошуків вибір зупинився на Балаклаві: місто відразу ж засекретили і поміняли статус — місто Балаклава перетворився в закритий район міста Севастополь. Балаклава була обрана для будівництва підземного комплексу невипадково. Вузька звивиста протока завширшки 200—400 м ховає гавань не тільки від штормів, але і від сторонніх очей — з боку відкритого моря вона не проглядається ні під яким кутом.
У 1953 році було створено спеціальне будівельне управління № 528, яке безпосередньо займалося будівництвом підземної споруди.
Підземний комплекс будувався 8 років — з 1953 по 1961 рр. При будівництві було вивезено близько 120 тисяч тонн породи. Для забезпечення секретності вивезення проводився вночі на баржах у відкрите море. Будували об'єкт спочатку військові, а потім метробудівці, що було обумовлено складністю буріння породи.
Після закриття в 1993 р. велика частина комплексу не охоронялася. У 2000 р. об'єкт був переданий Військово-Морським Силам Збройних Сил України.
У період з 1993 по 2003 р. колишня база була розграбована, демонтовані всі конструкції, що містили кольорові метали.
Севастопольське «Морское собрание» на чолі з Володимиром Стефановським запропонувало балаклавській мерії проєкт створення в протиатомному укритті підводних човнів історико-заповідної зони «Підземелля „холодної війни“», до якої були б включені тематичні експозиційні зали, розміщені в колишніх цехах та арсеналах, підводний човен, що стоїть біля підземного причалу, туристський центр, кінозал із хронікою часів активного військового протистояння двох політичних систем, нарешті, підземний меморіал, де була б увічнена пам'ять підводників, які загинули в океанських глибинах.

## Сучасність

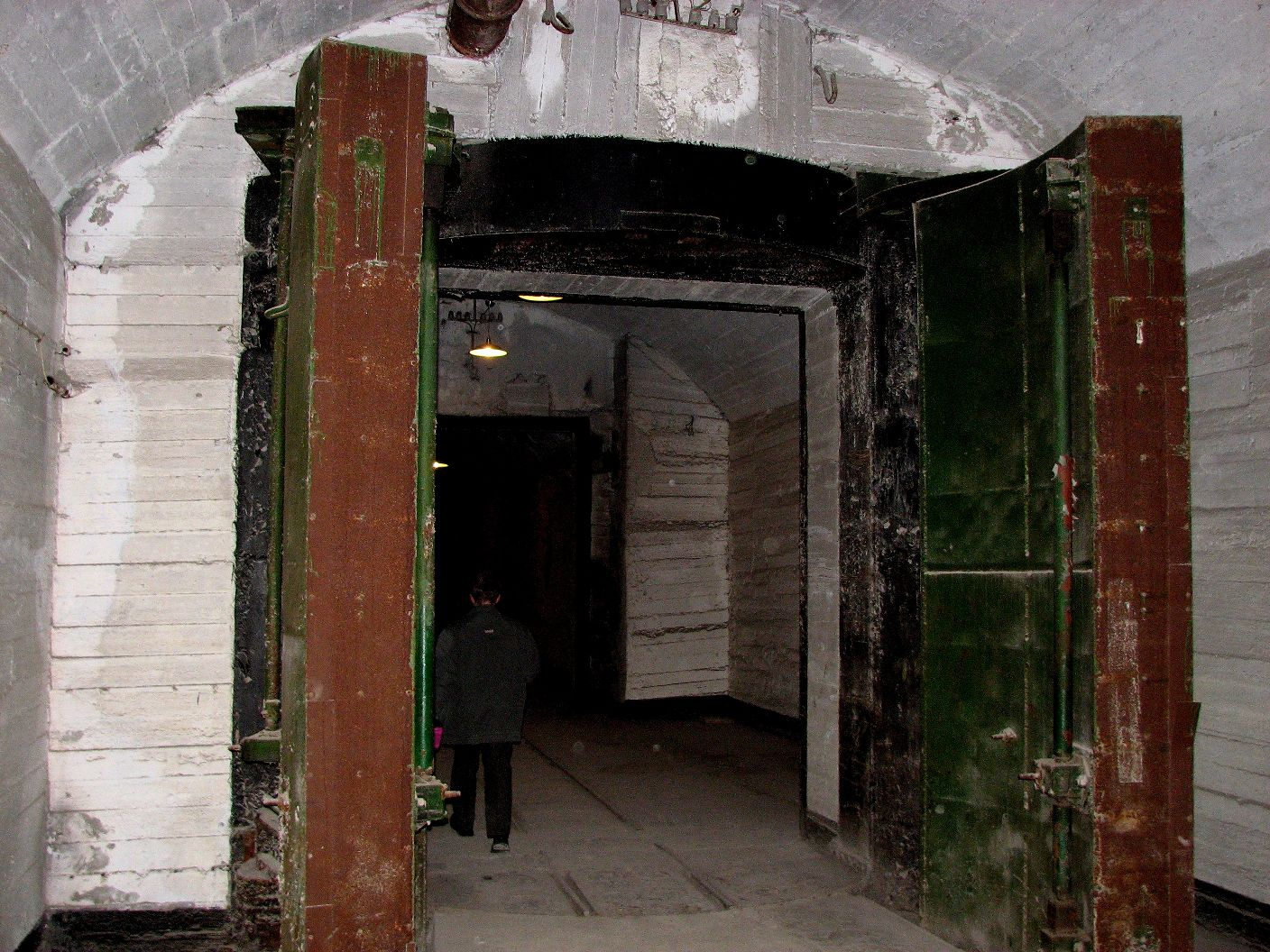
Протиатомні двері на об'єкті

Згідно з наказом Державного секретаря Міністерства оборони України від 30 грудня 2002 р. «Про створення філії Центрального музею Збройних Сил України Військово-морського музейного комплексу „Балаклава“», військовий об'єкт був перетворений на музей, що став філією Центрального музею Збройних Сил України. Відкриття філії відбулося 1 червня 2003 року.
До Військово-морського музейного комплексу входить підземна частина заводу, арсенал, а також морський причал і кілька будівель. До огляду відкриті зони навколо штучного каналу, який проходить крізь гору, декілька цехів заводу й арсенал, де зберігалися торпеди і ядерні боєголовки. Залізобетонні конструкції мають високу довговічність, але стан металевих конструкцій комплексу в аварійному стані.
Згідно з повідомленнями в пресі від травня 2010 року, керівництво Чорноморського флоту Росії розглядає можливість відновлення бази в Балаклаві і відновлення її використання за прямим призначенням, однак міністр закордонних справ України Костянтин Грищенко спростував цю інформацію, пославшись на Конституцію України.
27 жовтня 2022 року Управління стратегічних комунікацій Збройних Сил України повідомило про те що в окупованому Криму Росія почала роботи з відновлення підземної бази в Балаклаві для укриття підводних човнів Чорноморського флоту озброєних ракетами «Калібр», які використовуються для нанесення ракетних ударів з початку Російського вторгнення в Україну 2022 року.

## Галерея

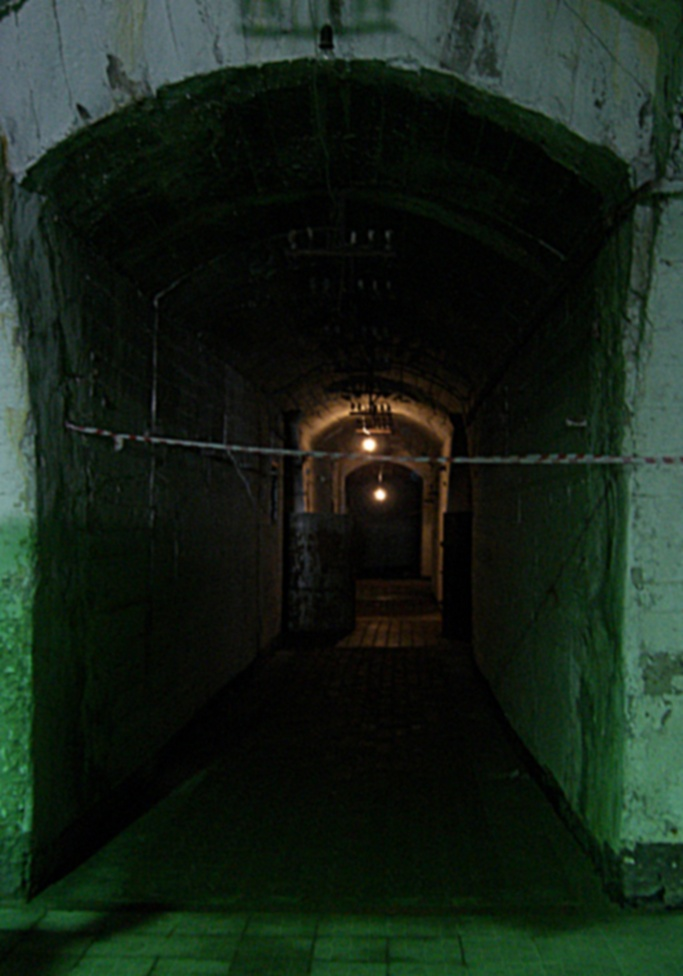
Одна з потерн на базі підводних човнів
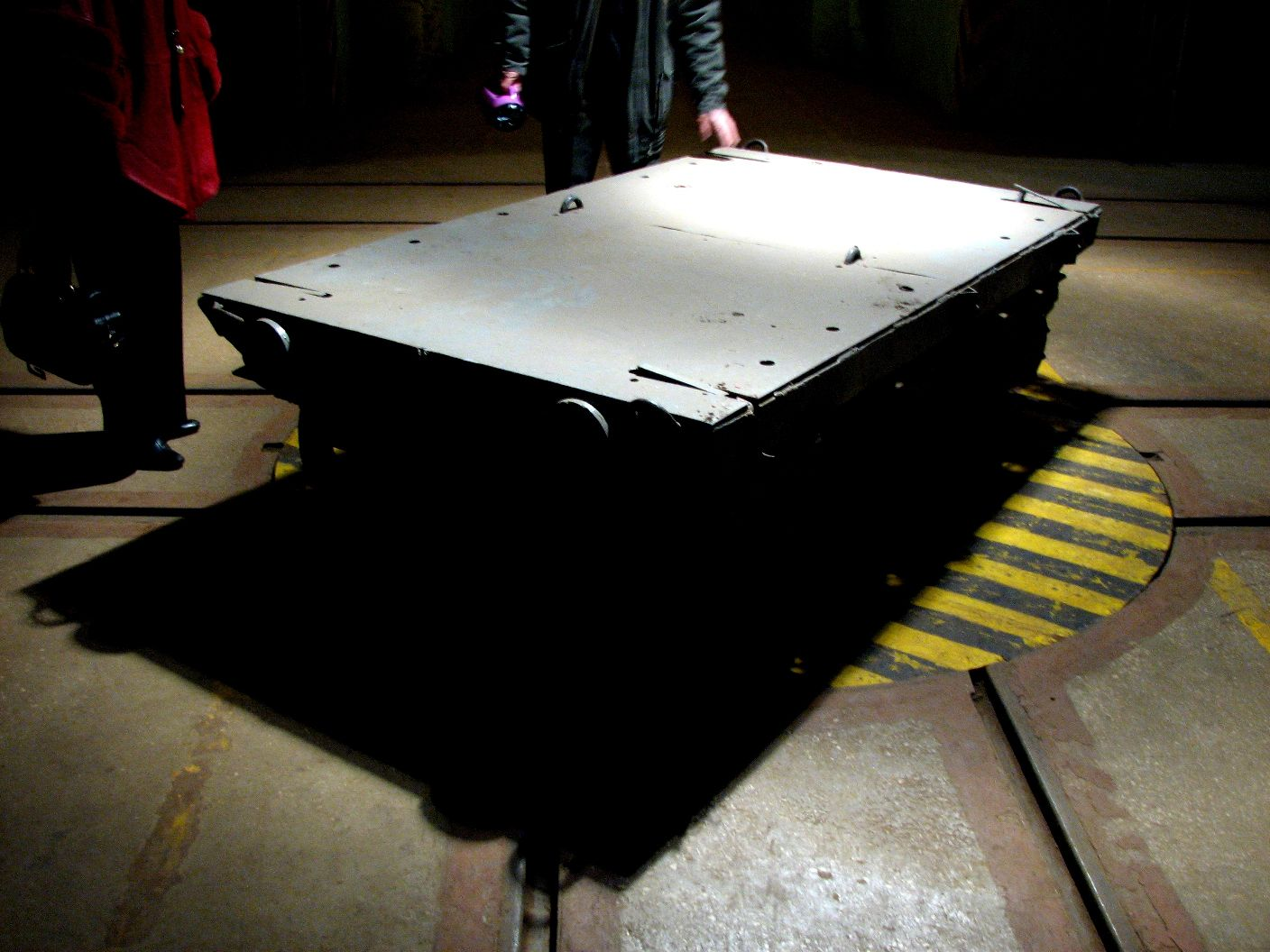
Вагонетка для транспортування боєголовок торпед усередині бази
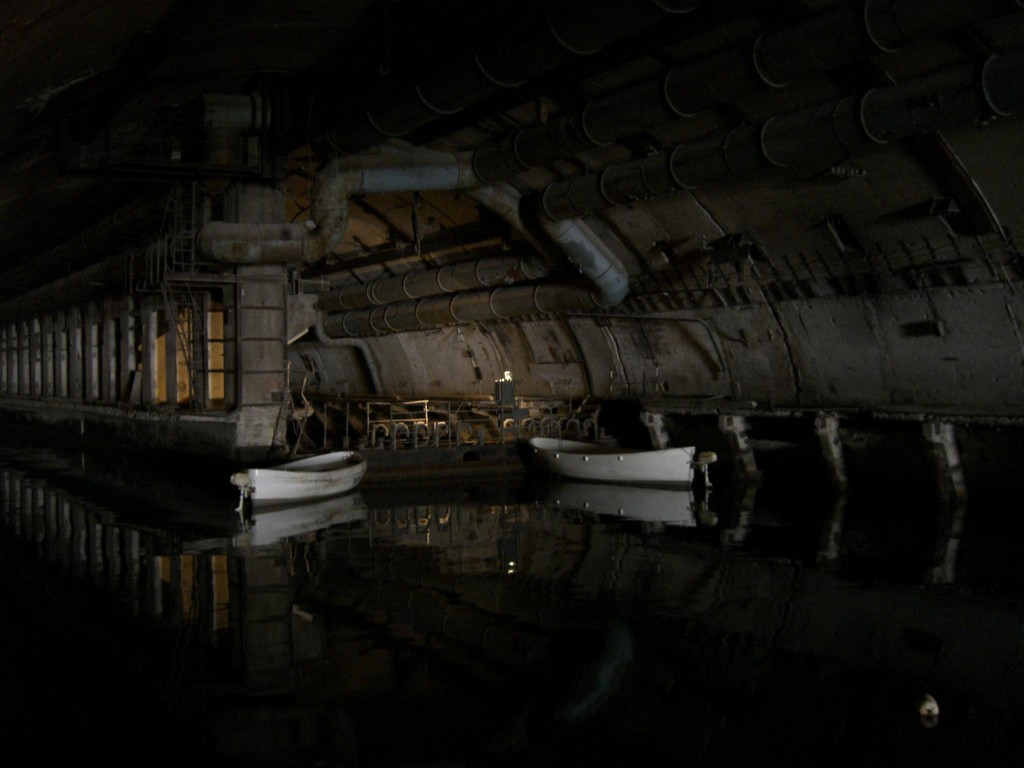
Найширший коридор на базі підводних човнів (20 м)
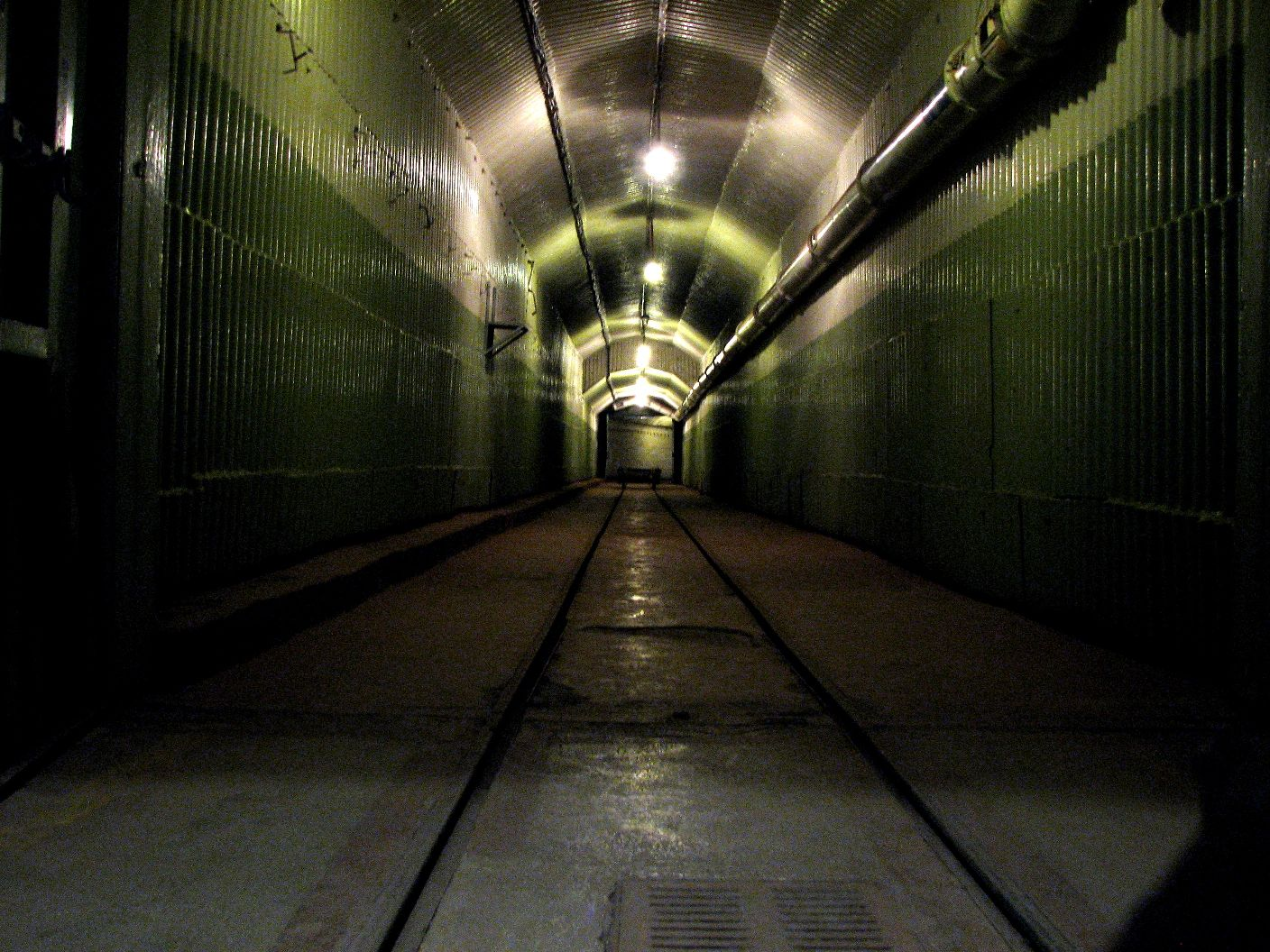
Коридор, що веде в особливо засекречену дослідну частину секретної бази
План тепер загальнодоступної зони бункеру